# Pierrefitte-ès-Bois
Pierrefitte-ès-Bois is een gemeente in het Franse departement Loiret (regio Centre-Val de Loire) en telt 318 inwoners (1999). De plaats maakt deel uit van het arrondissement Montargis.

## Geografie
De oppervlakte van Pierrefitte-ès-Bois bedraagt 27,0 km², de bevolkingsdichtheid is 11,8 inwoners per km².
De onderstaande kaart toont de ligging van Pierrefitte-ès-Bois met de belangrijkste infrastructuur en aangrenzende gemeenten.

## Demografie
Onderstaande figuur toont het verloop van het inwonertal (bron: INSEE-tellingen).